# Герман, Грета
Грета Герман (нем. Grete Hermann, 2 марта 1901, Бремен — 15 апреля 1984, Бремен) — немецкий математик и философ, известная своими работами в области математики, физики, философии и образования. Особенно известны её ранние философские работы по основаниям квантовой механики и опровержение теоремы фон Неймана о невозможности теории скрытых параметров, то есть детерминистической теории, согласующейся со статистическими предсказаниями квантовой механики.

## Математические работы
Герман изучала математику в Гёттингенском университете под руководством Эмми Нётер. В 1926 году она защитила докторскую диссертацию (Die Frage der endlich vielen Schritte in der Theorie der Polynomideale), которая была опубликована в Mathematische Annalen и стала одной из основополагающих работ для компьютерной алгебры. Герман описала алгоритмы решения многих задач общей алгебры, таких как проверка принадлежности элемента кольца многочленов данному идеалу, и дала оценки сложности этих алгоритмов. Её алгоритм примарного разложения идеала используется до сих пор.

## Ассистент Нельсона
С 1925 по 1927 год Герман работала ассистентом Леонарда Нельсона. Вместе с Миной Шпехт они опубликовали посмертно работу Нельсона System der philosophischen Ethik und Pädagogik.

## Квантовая механика
В своих философских работах Герман особенно интересовалась основаниями физики. В 1934 году она переехала в Лейпциг «в связи с необходимостью согласования неокантианской концепции причинности и современной квантовой механики». В Лейпциге произошёл интенсивный обмен мнениями по этой теме между Герман, Вайцзеккером и Гейзенбергом. В своих собственных работах того времени Герман уделяла особое внимание различию между прогнозируемостью и причинностью. Позднее она опубликовала работу The foundations of quantum mechanics in the philosophy of nature, которую Гейзенберг назвал «одним из лучших ранних философских исследований новой квантовой механики». В этой работе Герман приходит к следующему заключению:

Квантовая механика вынуждает нас […] отбросить предположение абсолютности наших знаний о природе и рассматривать закон причинности независимо от этого предположения. Таким образом, квантовая механика вовсе не отрицает закон причинности, но проясняет и отделяет его от принципов, не обязательно с ним связанных.
— Грета Герман, The foundations of quantum mechanics in the philosophy of nature
В 1935 году Герман опубликовала статью, указывающую на явную ошибку в доказательстве фон Неймана, которое претендовало на то, чтобы доказать невозможность теории скрытых параметров для квантовой механики. Эта статья долгое время оставалась не замеченной физиками: ошибка в доказательстве была вновь найдена Джоном Беллом в 1966 году, а на приоритет Герман указал Макс Джеммер в 1974 году. Некоторые утверждают, что если бы критика Герман не оставалась неизвестной в эти десятилетия, она бы оказала большое влияние на развитие квантовой механики; в частности, она поставила бы под вопрос принятие копенгагенской интерпретации квантовой механики.

## Эмиграция и поздние годы
В 1936 году Герман эмигрировала в Данию, а позднее во Францию и Великобританию. По окончании Второй мировой войны она вернулась в Западную Германию. Она была назначена профессором философии и физики в Педагогической Высшей школе Бремена. С 1961 по 1978 она возглавляла Философско-политическую академию — организацию, основанную Нельсоном в 1922 году.

## Работы
Собрание трудов
- Grete Henry-Hermann: Philosophie – Mathematik – Quantenmechanik. Texte zur Naturphilosophie und Erkenntnistheorie, mathematisch-physikalische Beiträge sowie ausgewählte Korrespondenz aus den Jahren 1925 bis 1982 / Hrsg. K. Herrmann. — Springer, 2019. — ISBN 978-3-658-16241-2. — doi:10.1007/978-3-658-16241-2.
- Grete Henry-Hermann: Sittlichkeit und Vernunft. Kritik der Ethik Nelsons und Erinnerungen an Leonard Nelson. Texte zur Frage der Ethik als Wissenschaft / Hrsg. K. Herrmann, B. Neißer. — Springer, 2023. — ISBN 978-3-658-41993-6. — doi:10.1007/978-3-658-41993-6.
- Grete Henry-Hermann: Die Rationalität des Widerstands. Der Kampf gegen den Nationalsozialismus und Exilschriften. Texte zu Politik und Recht / Hrsg. K. Herrmann, B. Neißer. — Springer, 2023. — ISBN 978-3-658-41987-5. — doi:10.1007/978-3-658-41987-5.
- Grete Henry-Hermann: Politik, Ethik und Erziehung. Texte zur Praktischen Philosophie sowie zu politischen und pädagogischen Fragestellungen / Hrsg. K. Herrmann, B. Neißer. — Springer, 2024. — ISBN 978-3-658-43084-9. — doi:10.1007/978-3-658-43084-9.

Статьи
- Hermann G. Die naturphilosophischen Grundlagen der Quantenmechanik // Naturwissenschaften. — 1935. — Bd. 23. — S. 718-721. — doi:10.1007/BF01491142.